# APIIC Tower
A Andhra Pradesh Industrial Infrastructure Corporation Tower ou somente APIIC Tower é um arranha-céu em construção, localizado em Hyderabad, Índia. Esse prédio terá 100 andares e uma altura de 450 metros.